# Jean Hansen
Jean Hansen (* 6. März 1932 in Kopenhagen; † 12. April 1987 ebenda) war ein dänischer Radrennfahrer und nationaler Meister im Radsport.

## Sportliche Laufbahn
Hansen war Teilnehmer der Olympischen Sommerspiele 1952 in Helsinki. Er bestritt mit dem Vierer Dänemarks die Mannschaftsverfolgung, sein Team belegte den 5. Platz. 1954 gewann er die nationale Meisterschaft in der Einerverfolgung vor Henning Robert Larsen. 1955 verteidigt er den Titel erfolgreich, auch 1957 wurde er wiederum Meister. In den folgenden drei Jahren wurde er jeweils Vize-Meister in dieser Disziplin bei den Profis hinter Kay Werner Nielsen. Von 1956 bis 1960 war er als Berufsfahrer aktiv.